# Intuiție
Intuiția reprezintă capacitatea mintală de a acumula cunoștințe pe baza experienței și a cunoștințelor dobândite anterior. De asemenea, este o metodă didactică de predare și însușire a cunoștințelor pornind de la reflectarea senzorială nemijlocită atât a obiectelor, cât și a fenomenelor studiate.
Intuiția are semnificația  de pătrundere nemijocită, directă, în esența, în sensul unei probleme, al unui fenomen etc. De asemenea, intuiția poate reprezenta o descoperire bruscă, revelație a unui adevăr, a soluției unei probleme etc.
Intuiția înseamnă cunoaștere perceptivă nemijlocită de raționament (în măsura în care este posibilă separarea dintre percepție și gândire).